# Lycaena arcana
Lycaena arcana är en fjärilsart som beskrevs av John Henry Leech 1890. Lycaena arcana ingår i släktet Lycaena och familjen juvelvingar. Inga underarter finns listade i Catalogue of Life.